# Gusano cortador

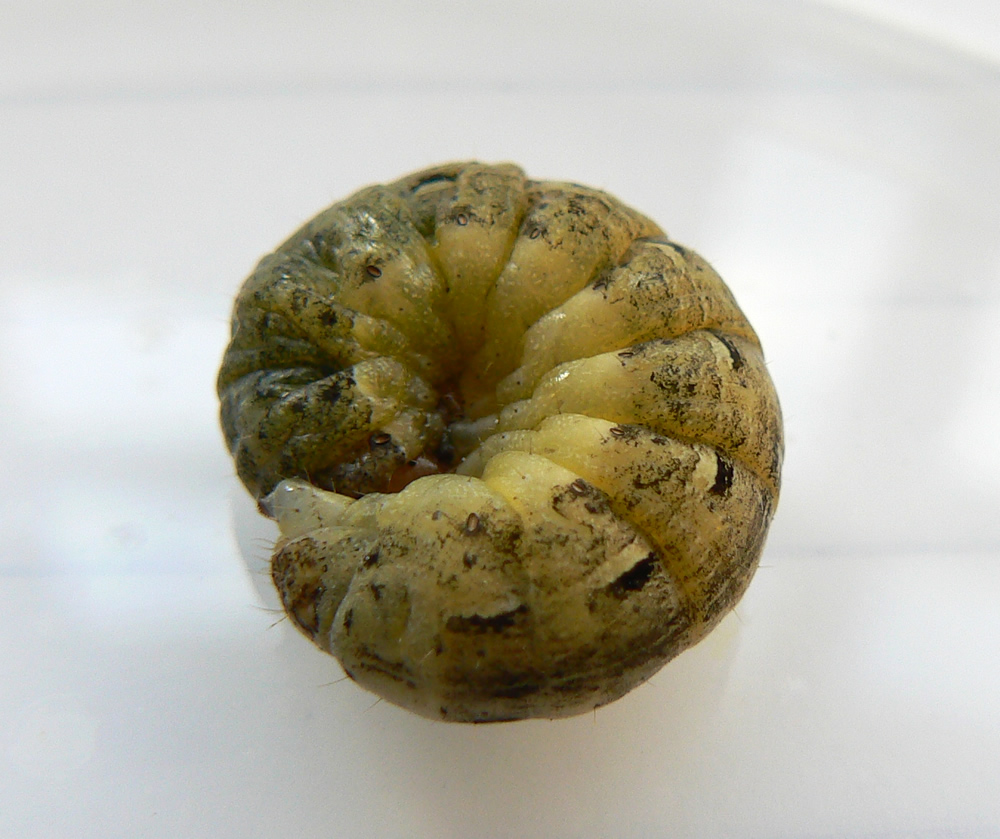
Gusano cortador de la polilla Noctua pronuba.

El término gusano cortador (o cortadora) se usa para designar las larvas de muchas especies de Lepidoptera. Muchas cortadoras forman parte la familia de las polillas Noctuidae; sin embargo, muchas larvas noctúidas no son cortadoras. 
Las cortadoras son pestes para la agricultura, el jardín y la huerta. Son voraces consumidoras de hojas y ramas, llegando a destruir toda la planta. Toman su nombre del hábito de "cortar" las plántulas a nivel de la tierra, masticando el tallo. Otras especies son subterráneas y se alimentan de raíces. Generalmente son verdes, pardas o amarillas suave y a menudo presentan franjas longitudinales, de más de 3 cm de longitud. Hay muchas variaciones entre géneros.

## Agricultura
Muchas especies de polillas de la lechuza se consideran un problema agrícola en todo el mundo. Sus larvas se conocen comúnmente como "chinches" u "orugas" debido a los enormes enjambres que destruyen cultivos, jardines y huertos cada año. El gusano del coco del Viejo Mundo (Helicoverpa armigera) causa cada año más de 2.000 millones de dólares en pérdidas a la agricultura. Además, la polilla variegada (Peridroma saucia) es descrita por muchos como una de las plagas más dañinas de las hortalizas.
Signos de infestación por polillas:
- Manchas marrones o de adelgazamiento que aparecen de la noche a la mañana, especialmente en céspedes recién plantados o bien abonados.
- Hojas de hierba esqueléticas, de las que sólo quedan las venas después de alimentarse.
- Aumento de la actividad de las aves en el césped, ya que se alimentan de gusanos.
- Las orugas, que pueden verse al anochecer o al amanecer, suelen ser marrones, verdes o rayadas, con una marca distintiva en forma de "Y" en la cabeza.[6][7][8]

En muchos climas, las orugas de la polilla pasan el invierno bajo el suelo, ya sea como larvas en su última fase o como pupas. De este modo, los agricultores pueden controlar sus. Arar en invierno matará muchas plagas y expondrá aún más a los depredadores. En las zonas adecuadas, es un poderoso medio de control, como en los campos de cereales. El mismo principio permite a algunos jardineros aficionados matar a las orugas sin los problemas asociados al uso de pesticidas; la primera medida de control puede ser labrar el suelo unas semanas antes de plantar para matar cualquier larva latente. 
Dado que las orugas de la polilla atacan la primera parte de la planta que encuentran por la noche, los anillos de aluminio para plantas o incluso las barreras de cartón pueden ser una defensa eficaz. Como alternativa, se puede utilizar un cachepot del tamaño de un galón al que se le hayan quitado los dos extremos.

## Control fitoquímico
Los jardineros pueden proteger cultivos amenazados de tomate, pimiento, arveja o poroto verde a través del uso de pesticidas, o bien impidiendo a estos escaladores acceder a las plantas, pues permanecen en el suelo cerca de ellas y suben por la noche. Para prevenirlo, se puede
colocar un anillo para cortadoras alrededor del tallo. Puede ser una lata de conservas sin ambas tapas, o algo similar, o un anillo de cartón. Debe cubrir el tallo desde 3 cm bajo el suelo hasta 15 cm por encima. Otra opción consiste en envolver la base del tallo con lámina de aluminio, papel encerado, cartón o plástico. Una tercera posibilidad podría ser embadurnar la base del tallo con pasta pegante.